# Eilean Mòr, Crowlin Islands
Eilean Mòr är en obebodd ö i den Crowlin Islands i Highland, Skottland. Ön är belägen 10 km från Applecross.